# Ali Abbas Yasin
Ali Abbas Yasin Ali Al Hosany (Sharjah, 12 dicembre 1979) è un ex calciatore emiratino, di ruolo centrocampista.